# Col du Hundsruck
Le col du Hundsruck, à 746 m d'altitude, est un col du massif des Vosges situé dans le Haut-Rhin, en région Grand Est.

## Géographie
Le col sépare la vallée de la Thur de la vallée de la Doller via la Route Joffre, à la limite des communes de Bitschwiller-lès-Thann et de Bourbach-le-Haut. La route, ouverte lors de la Première Guerre mondiale, a une longueur de 15 kilomètres.

## Histoire
Au col du Hundsruck, accessible par un petit sentier, se trouve le Monument national des troupes de choc, dont le socle est orné d’une plaque portant l’inscription suivante : « À tous ceux qui sont morts pour la France dans les rangs des unités de choc et au général d’armée Fernand Gambiez, grand Croix de la légion d’honneur (1903-1989), père des troupes de choc / D’Afrique à ce jalon dressé par le 1er [bataillon de] Choc sur cette haute porte d’Alsace forcée le 28.11.1944, cent soixante chasseurs avaient déjà sacrifié leur vie. »

## Activités

### Cyclisme
Le col a été franchi par le Tour de France en 1952 avec un passage en tête de Raphaël Geminiani, en 1972 par Joachim Agostinho, en 1997 lors de la 18e étape par Richard Virenque et en Tour de France 2019 lors de la 6e étape arrivant à la Planche des Belles Filles par Natnael Berhane.

### Randonnée
Le sentier de grande randonnée 5 y passe.

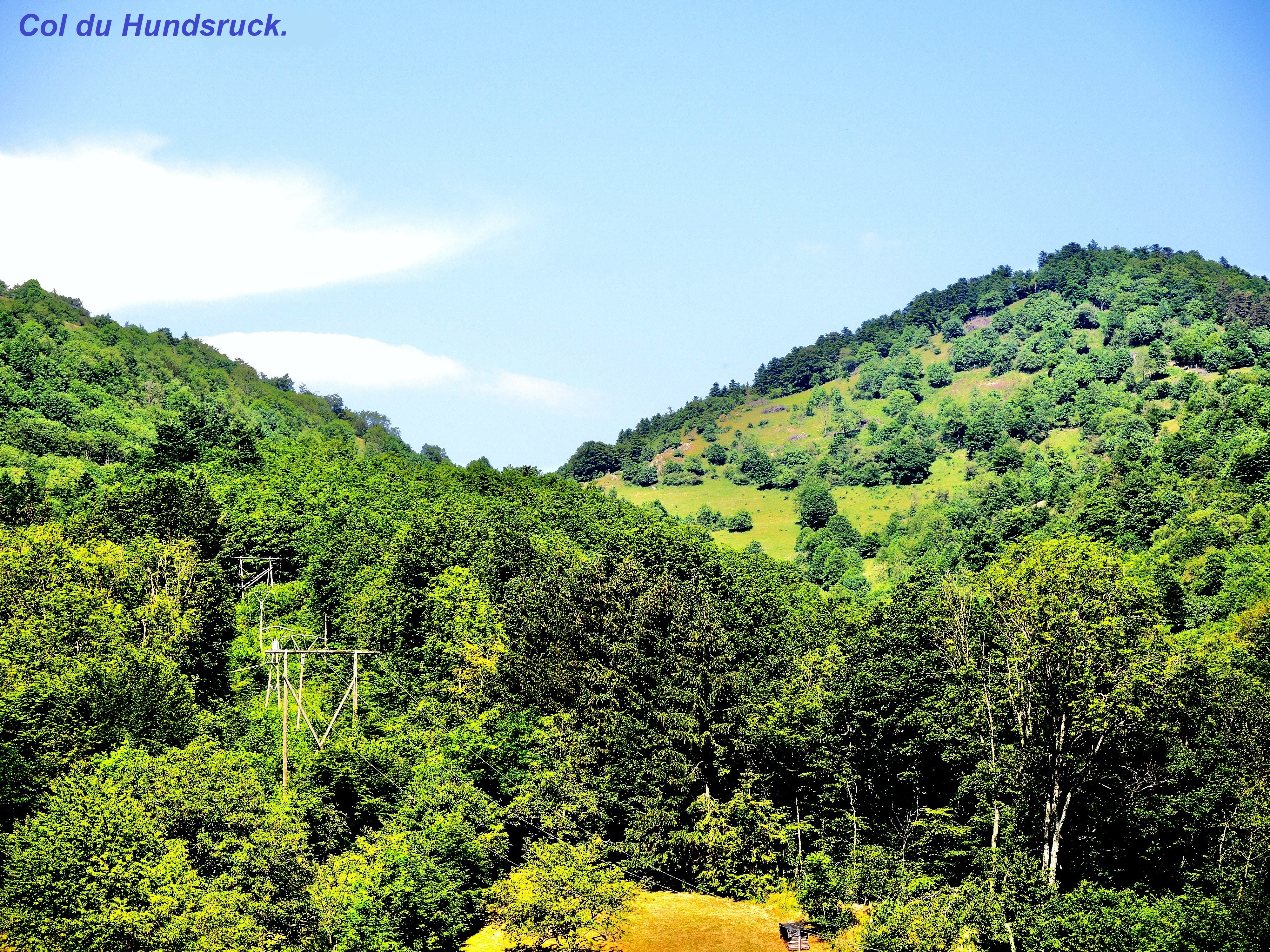
Vue du col du Hundsruck depuis Bourbach-le-Haut.